# Renseignement (information)
Pour les articles homonymes, voir Renseignement (homonymie).
 (juillet 2025).
Motif : On avait déjà les pages Renseignement, Renseignement (homonymie), Espionnage et Information, faut-il encore rajouter cette page qui obscurcit les choses au lieu de les clarifier ?
- Archive Wikiwix
- Bing
- Cairn
- DuckDuckGo
- E. Universalis
- Gallica
- Google
- G. Books
- G. News
- G. Scholar
- Persée
- Qwant
- (zh) Baidu
- (ru) Yandex
- (wd) trouver des œuvres sur Wikidata

| 1. | Préciser le motif de la pose du bandeau. | Précisez le motif de la pose du bandeau en utilisant la syntaxe suivante : {{admissibilité à vérifier\|date=juillet 2025\|motif=remplacez ce texte par le motif}}                                |
| 2. | Informer les utilisateurs concernés.     | Pensez à avertir le créateur de l'article, par exemple, en insérant le code ci-dessous sur sa page de discussion : {{subst:avertissement admissibilité à vérifier\|Renseignement (information)}} |

Le renseignement fait référence aux informations et données primaires recueillies, évaluées, analysées et interprétées pour fournir un aperçu de la projection, des intentions et des activités des gouvernements, organisations ou individus adverses, neutres et alliés. Contrairement aux données brutes, les renseignements sont traités et contextualisés tout au long du cycle du renseignement pour soutenir la prise de décision dans des domaines tels que la défense nationale, la diplomatie, l'application de la loi et les opérations de sécurité. Ces informations peuvent provenir de nombreux domaines et prendre de nombreuses formes, notamment des rapports, des communications interceptées, des images satellite ou des observations de source humaine. Elles sont utilisées pour anticiper les menaces, évaluer les risques et guider la planification stratégique.

## Définition du renseignement
La définition moderne du renseignement comme « connaissance de l’ennemi » est considérée comme problématique,. En effet, une telle définition ne précise pas qui recueille les renseignements et dans quel but. Les enquêteurs de police peuvent-ils être considérés comme collectant des renseignements ? Si oui, quelle est la différence entre un espion et un enquêteur ? Qui est l'ennemi ?
Aucune définition du renseignement, ni même de l’espionnage, ne fait consensus. La définition dépend du chercheur, du gouvernement, du citoyen ou de toute autre partie susceptible de faire des remarques sur les pratiques des espions ou des agences de renseignement. Certains chercheurs estiment que la définition du renseignement est confuse du fait que les agences de renseignement sont aujourd'hui engagées dans beaucoup plus d'activités que la collecte de renseignements, et se demandent si le sabotage, la tromperie, le contre-espionnage, l' analyse, le renseignement financier, la propagande et même l'assassinat peuvent être considérés comme des formes d'espionnage. Le renseignement est-il un produit ou un processus ?